# Диган (футболист)
Дига́н (порт. Digão, полное имя Родри́го Изе́ксон дос Са́нтос Ле́йте, порт. Rodrigo Izecson dos Santos Leite; 14 октября 1985, Бразилиа) — бразильский футболист, защитник. Отец — Боску Изексон Перейра Лейте, мать — Симона Кристина дос Сантос Лейте.

## Карьера
Играл на позиции центрального защитника. До 2007 года выступал за «Римини» (23 матча, 1 гол). Дебютировал за «Милан» 6 сентября 2007 года в товарищеском матче против киевского «Динамо» (в этом матче он заработал жёлтую карточку), 20 декабря дебютировал в Кубке Италии в матче против «Катании» (1:2), а 1 марта 2008 года — в Серии А против «Лацио» (1:1).
11 июня 2011 года официально расторг контракт с «Миланом», аргументируя это желанием продолжить карьеру на родине в Бразилии.
В сентябре 2012 года тренировался с американским клубом «Нью-Йорк Ред Буллз» и позитивно зарекомендовал себя перед его тренерским штабом. 14 сентября 2012 года официально подписал контракт с «Ред Буллз». В MLS дебютировал 8 ноября в ответном матче полуфинала Восточной конференции против «Ди Си Юнайтед», выйдя на замену в компенсированное время второго тайма вместо Йоэля Линдпере. 19 июля 2013 года расторг контракт с «Нью-Йорк Ред Буллз» по обоюдному согласию сторон.

## Личная жизнь
Брат Кака. Благодаря Дигану появилось прозвище Кака: у Дигана не получалось выговаривать Рикардо, поэтому он стал называть будущую звезду «Кака́».